# Roman Pilat

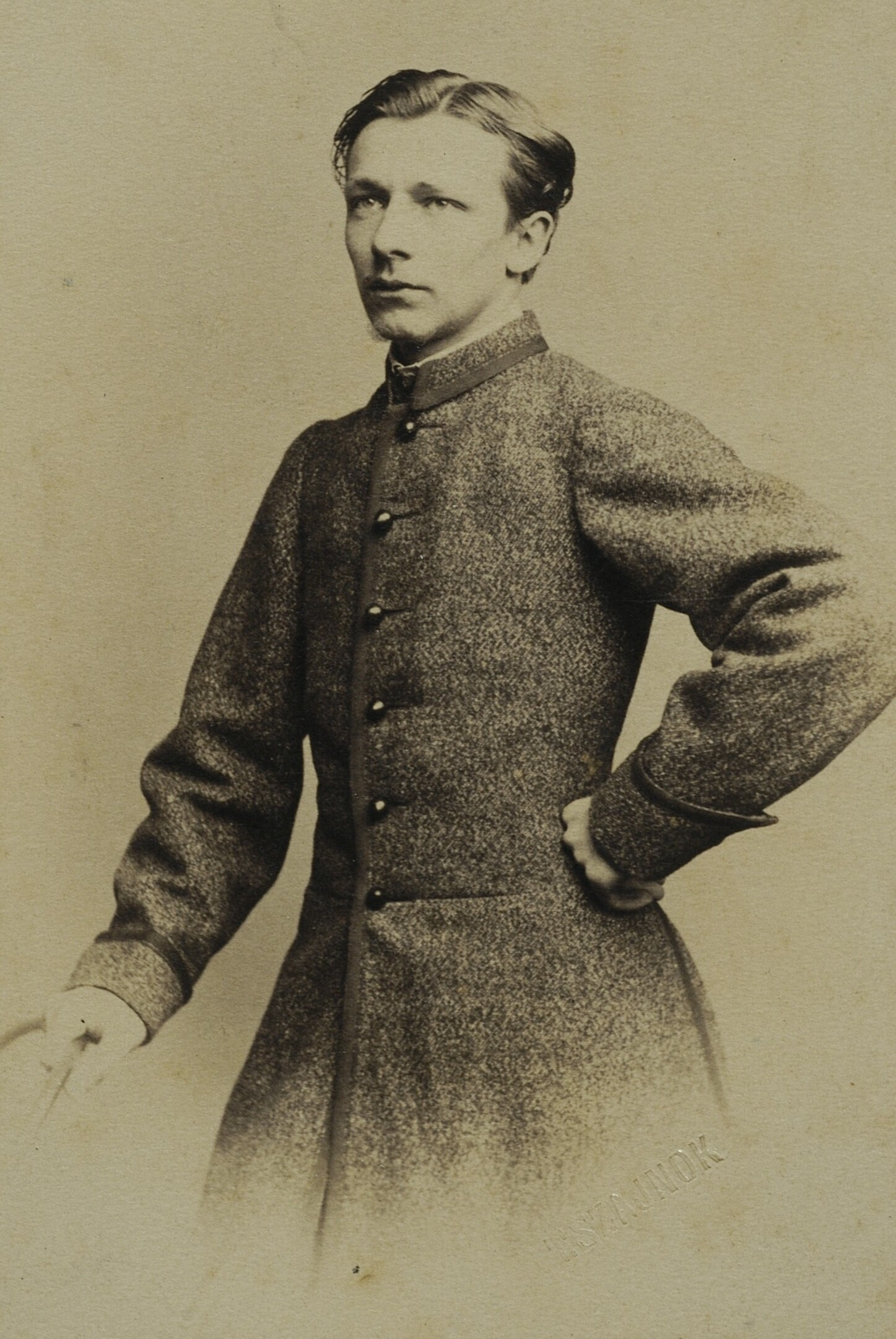
Roman Pilat (ok. 1865)

Roman Pilat (ur. 13 lipca 1846 we Lwowie, zm. 6 kwietnia 1906 tamże) – polski historyk literatury, profesor i rektor Uniwersytetu Lwowskiego, członek Akademii Umiejętności w Krakowie, twórca lwowskiej szkoły historycznoliterackiej, członek Towarzystwa Historycznego we Lwowie.

## Życiorys
Był synem Stanisława (pisarza, pamiętnikarza, pedagoga) i Rudolfiny z Gnatkowskich, bratem Tadeusza (prawnika) i Władysława (ekonomisty i socjologa), stryjem Stanisława (chemika, zamordowanego w 1941). Uczęszczał do gimnazjum klasycznego we Lwowie do 1864. W tym roku zdał egzamin dojrzałości w Gimnazjum Dominikańskim we Lwowie (innymi abiturientami zostali też wtedy m.in. Gwido Battaglia, August Szczurowski). Następnie studiował prawo (1864-1866) i filologię (1866-1868) na Uniwersytecie Lwowskim. Podczas studiów był pierwszym prezesem Czytelni Akademickiej. W 1869 obronił doktorat z filozofii pod kierunkiem Antoniego Małeckiego. W 1871 habilitował się; była to pierwsza na Uniwersytecie Lwowskim habilitacja w języku polskim. Został docentem języka i literatury polskiej. w Katedrze Historii Literatury Polskiej. W 1874 objął kierownictwo tej katedry (do 1901) oraz Seminarium Filologicznego (do 1904); w 1876 został profesorem nadzwyczajnym, w 1880 profesorem zwyczajnym. Trzykrotnie pełnił funkcję dziekana Wydziału Filologicznego (1882/1883, 1890, 1895/1896), był również rektorem (1890/1891) i prorektorem (1891/1892). Od 1905 wykładał jako profesor honorowy.
Od 1880 był członkiem korespondentem Akademii Umiejętności w Krakowie (późniejszej PAU). W 1886 był w gronie członków założycieli Towarzystwa Literackiego im. Adama Mickiewicza, do 1900 był jego prezesem. W latach 1887–1898 redagował "Pamiętnik Towarzystwa Literackiego im. A. Mickiewicza". W 1905 został odznaczony Orderem Żelaznej Korony III klasy.
Zajmował się historią literatury polskiego średniowiecza i romantyzmu, metodologią historii literatury, gramatyką historyczną. Był uważany za twórcę tzw. lwowskiej szkoły historycznoliterackiej, do grona jego uczniów należeli m.in. Ludwik Bernacki, Wilhelm Bruchnalski, Ludwik Finkel, Andrzej Gawroński, Bronisław Gubrynowicz, Wiktor Hahn. Dokonał szerokiej analizy krytycznej Bogurodzicy. Wspólnie z Wilhelmem Bruchnalskim zainicjował wydanie Dzieł wszystkich Mickiewicza, na podstawie analizy rękopisów dokonał rekonstrukcji stopniowego rozrostu Pana Tadeusza. Badał także twórczość Aleksandra Fredry.
Został pochowany na Cmentarzu Łyczakowskim we Lwowie.

## Publikacje
- O literaturze politycznej Sejmu Czteroletniego, 1788-1792 (1872)
- Ueber das polnische Participium praes. act. auf "szy" (1878)
- Pieśń Boga-rodzica. I restytucja tekstu pieśni (1879)
- Początek publicystyki literackiej w Polsce (1882)
- Jak należy wydawać dzieła polskich pisarzów XVI i XVII wieku (1884)
- Historia literatury polskiej (1907-1926, 5 tomów pod redakcją Wilhelma Bruchnalskiego; praca zawierała spisane wykłady Pilata)
- Gramatyka języka polskiego (1909, 2 tomy)